# Bad Hersfeld
Bad Hersfeld is een plaats in de Duitse deelstaat Hessen. Het is de Kreisstadt van de Landkreis Hersfeld-Rotenburg. De stad telt 30.039 inwoners.

## Geografie
Bad Hersfeld heeft een oppervlakte van 73,82 km² en ligt in het centrum van Duitsland, iets ten westen van het geografisch middelpunt.

### Infrastructuur
De stad heeft een station aan de Spoorlijn Frankfurt - Göttingen.
Door de gemeente loopt de Bundesstraße 27.

## Geschiedenis
Volgens geschriften begint de geschiedenis in 736, toen Bonifatius-leerling Sturmius een paar hutten bouwde om als kluizenaar in de wildernis te gaan leven. Slechts dertig jaar later begon Lullus, de opvolger van Bonifatius als bisschop van Mainz, met de bouw van het klooster van Hersfeld. Hij legde daarmee het fundament voor de ontwikkeling van de stad en een kerkelijk imperium, de rijksabdij Hersfeld, gesteund door Karel de Grote. Toen Lullus in 786 stierf, werd hij in de door hemzelf gebouwde kloosterkerk bijgezet. Het klooster werd in de periode 831-850 door abt Brun gebouwd.
Het Lullusfeest is het oudste volksfeest van Duitsland. Het herinnert aan aartsbisschop Lullus, stichter van Hersfeld en leerling van Bonifatius. Dit feest werd voor het eerst in 852 gevierd. Sindsdien vindt het plaats in de week waarin 16 oktober valt, de sterfdag van de heilige Lullus.
Maarten Luther verbleef in 1521 in Hersfeld en predikte op 1 mei in de kloosterkerk. Slechts twee jaar later werd de stad definitief protestants. In 1761 vernietigde het terugtrekkende Franse leger de voorraden die in de kloosterkerk waren opgeslagen. Een van de grootste sacrale gebouwen van Duitsland viel ten prooi aan de vlammen. Sinds 1951 is de ruïne schouwtoneel voor de Bad Hersfelder Festspiele met toneel, opera en concerten.
Kuurstad Bad Hersfeld werd in 1963 als officieel kuuroord erkend. De bronnen Lullus en Vitalis bieden een geneeskrachtige werking bij lever-, gal-, maag- en darmklachten.

## Kernen
De gemeente bestaat uit de volgende kernen (Stadtteile):
- Innenstadt
- Allmershausen
- Asbach
- Beiershausen
- Eichhof
- Heenes
- Hohe Luft
- Johannesberg
- Kathus
- Kohlhausen
- Petersberg
- Sorga

## Geboren
- Shkodran Mustafi (17 april 1992), voetballer

## Afbeeldingen

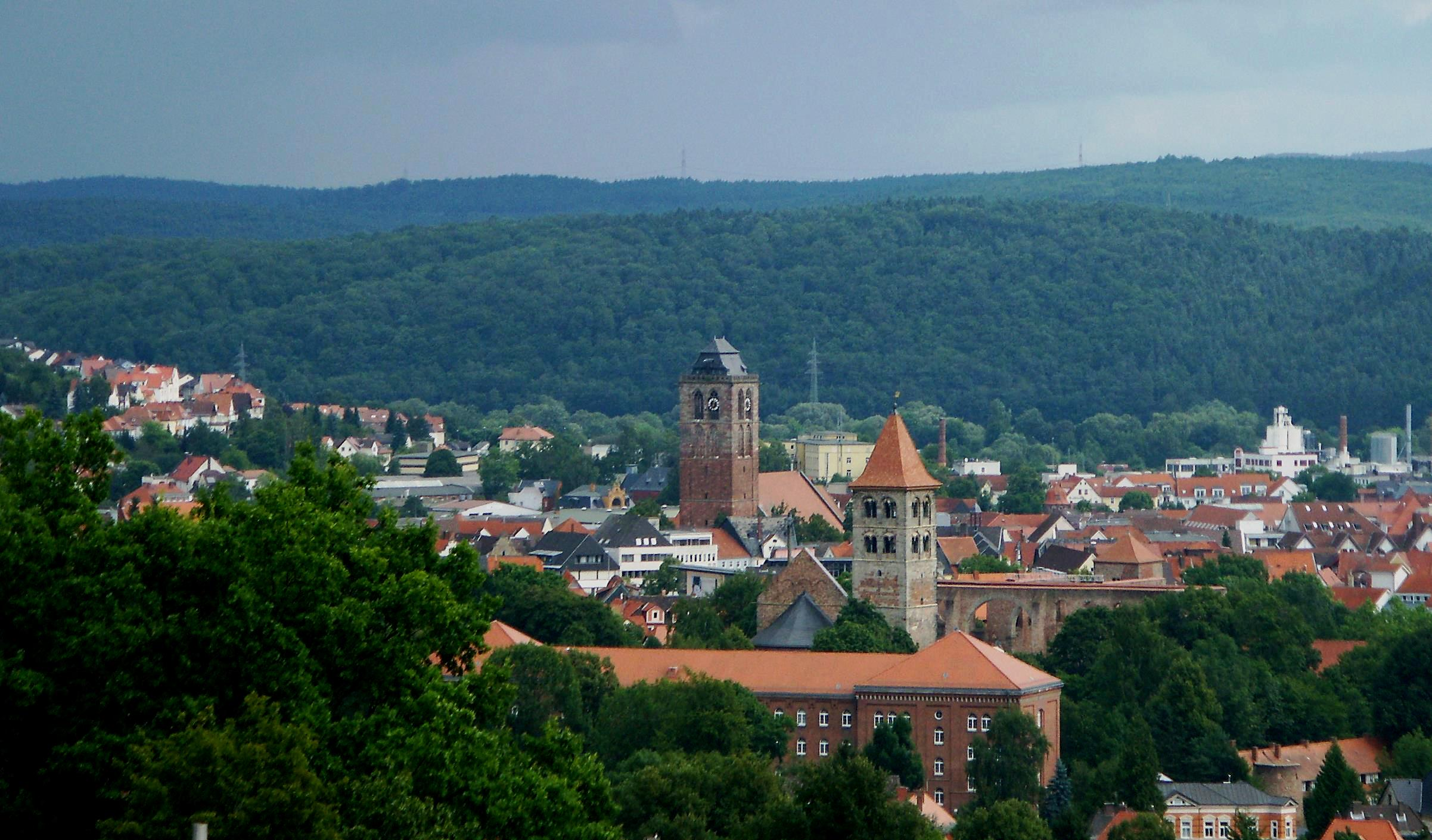
Centrum, vanaf de Tageberg
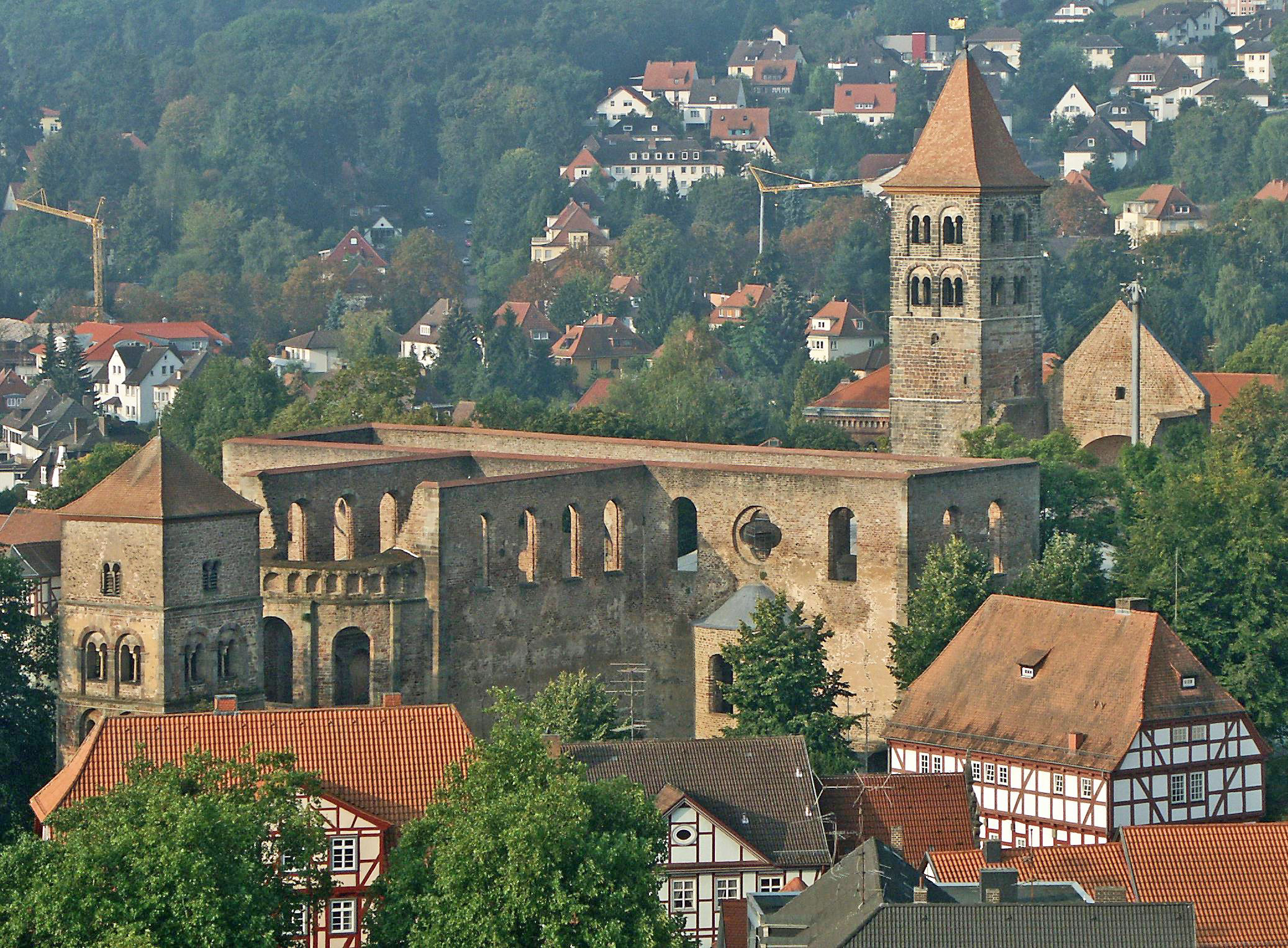
Ruïne  Abdij van Hersfeld, luchtfoto
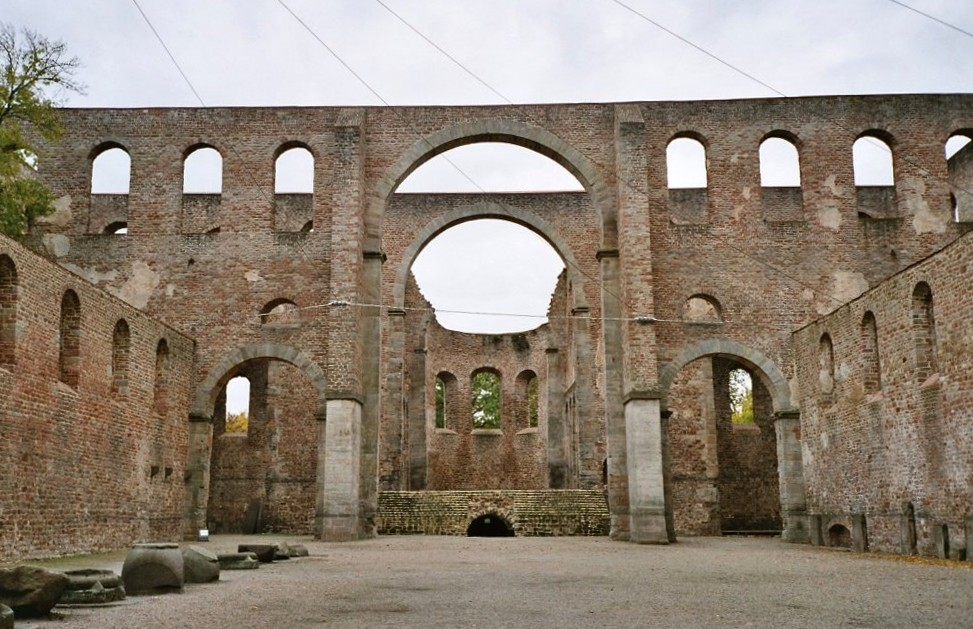
Ruïne Abdij van Hersfeld
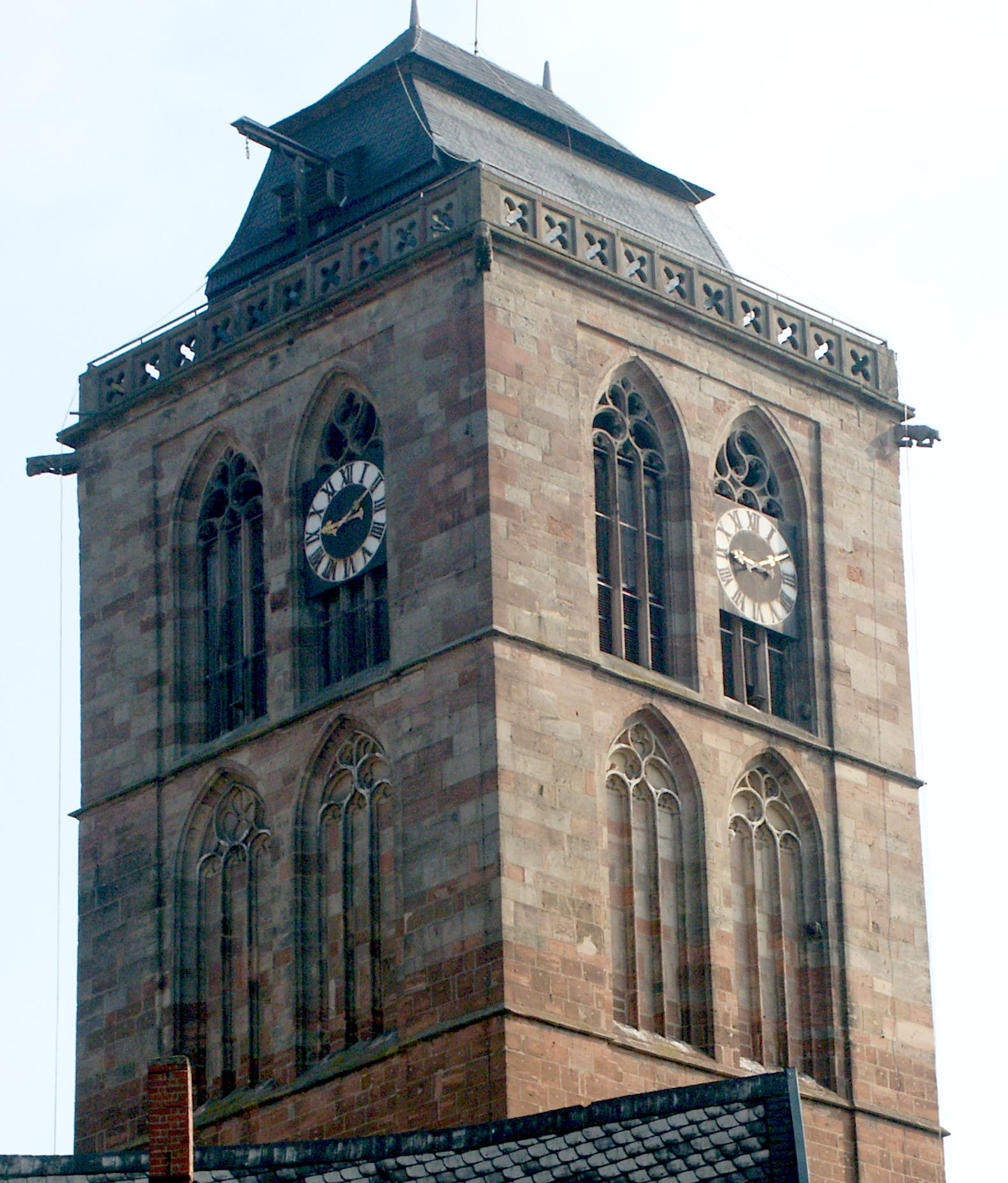
Toren van de evangelisch-lutherse stadskerk
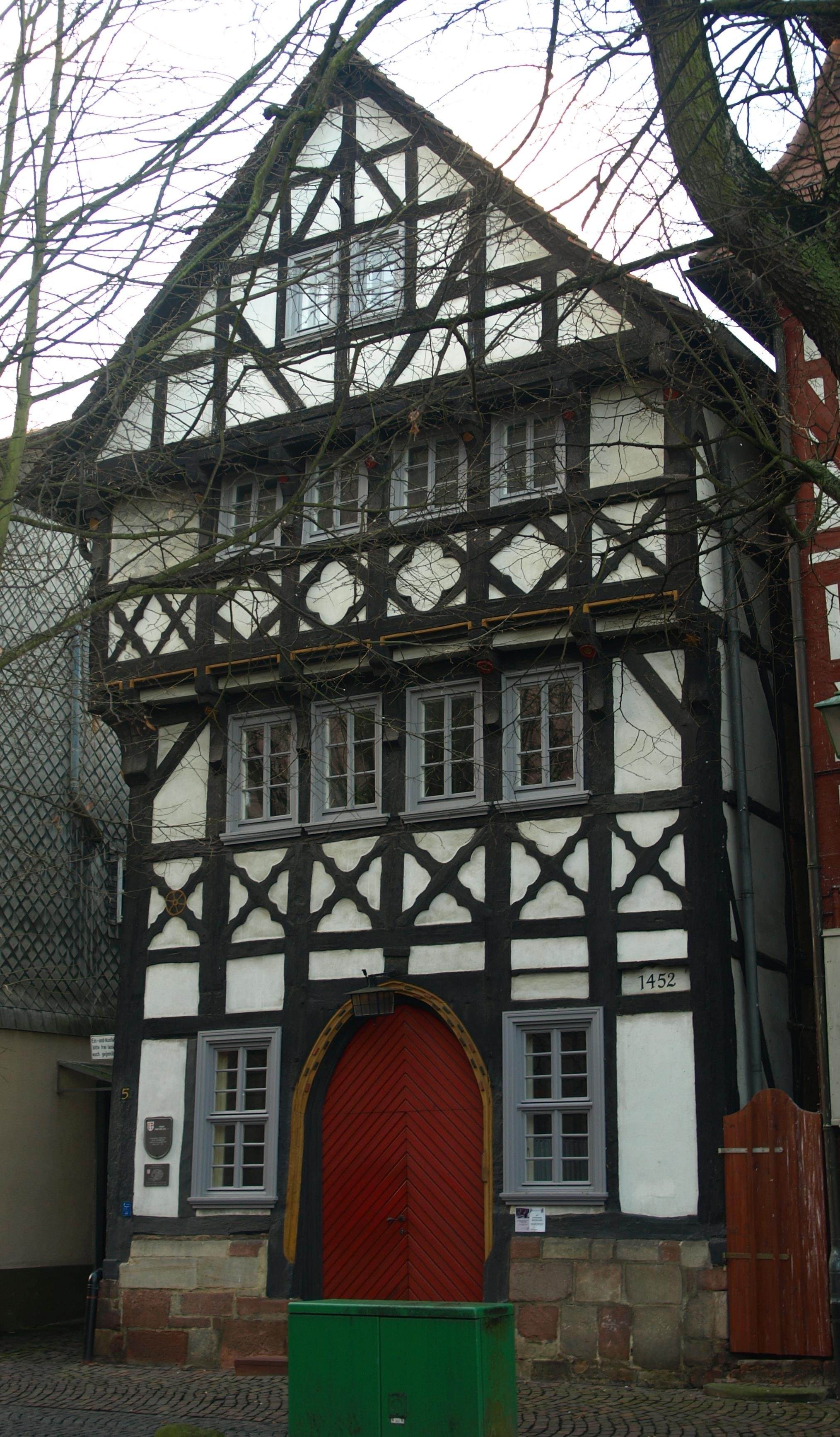
Pastorie
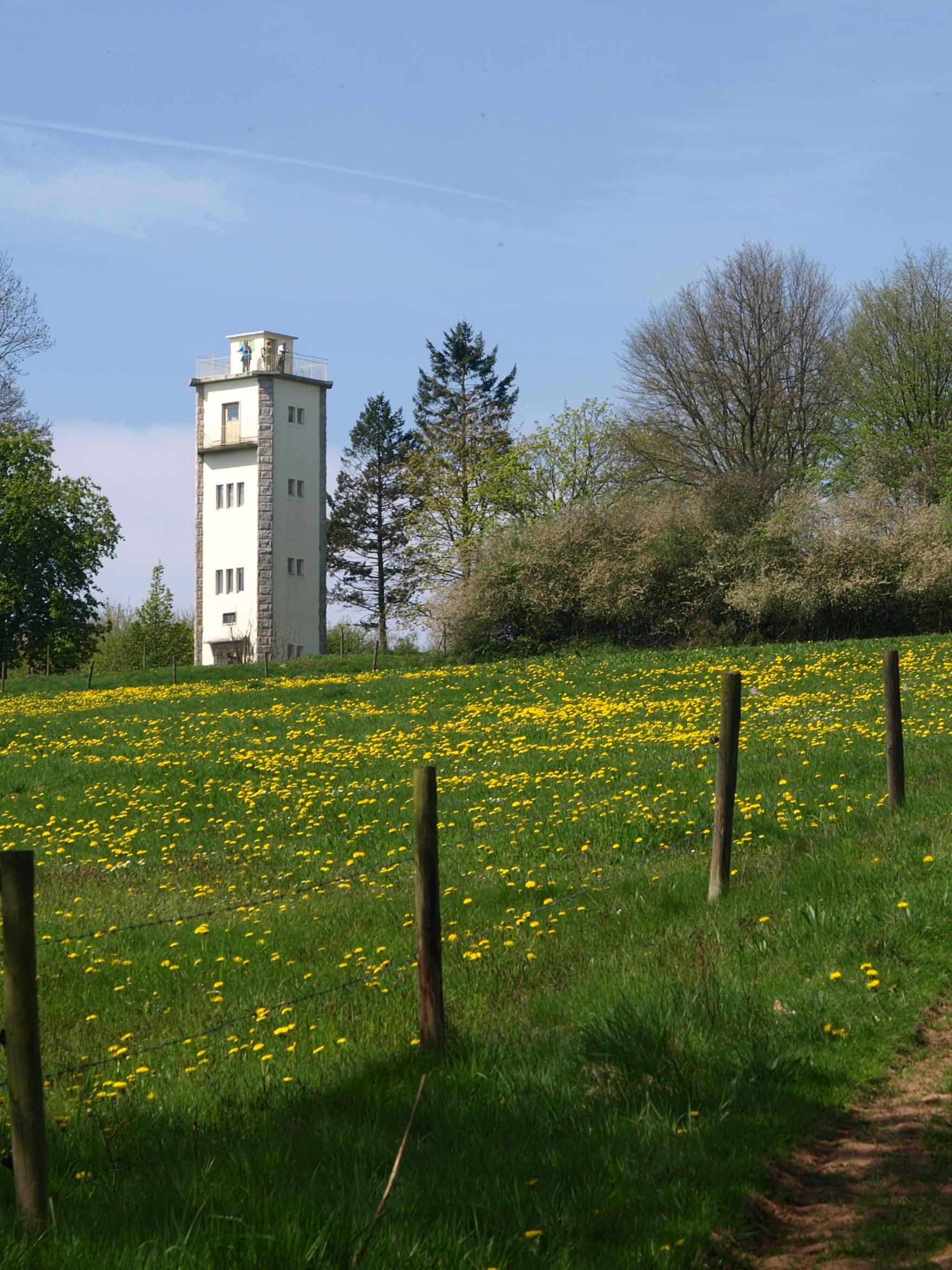
Toren
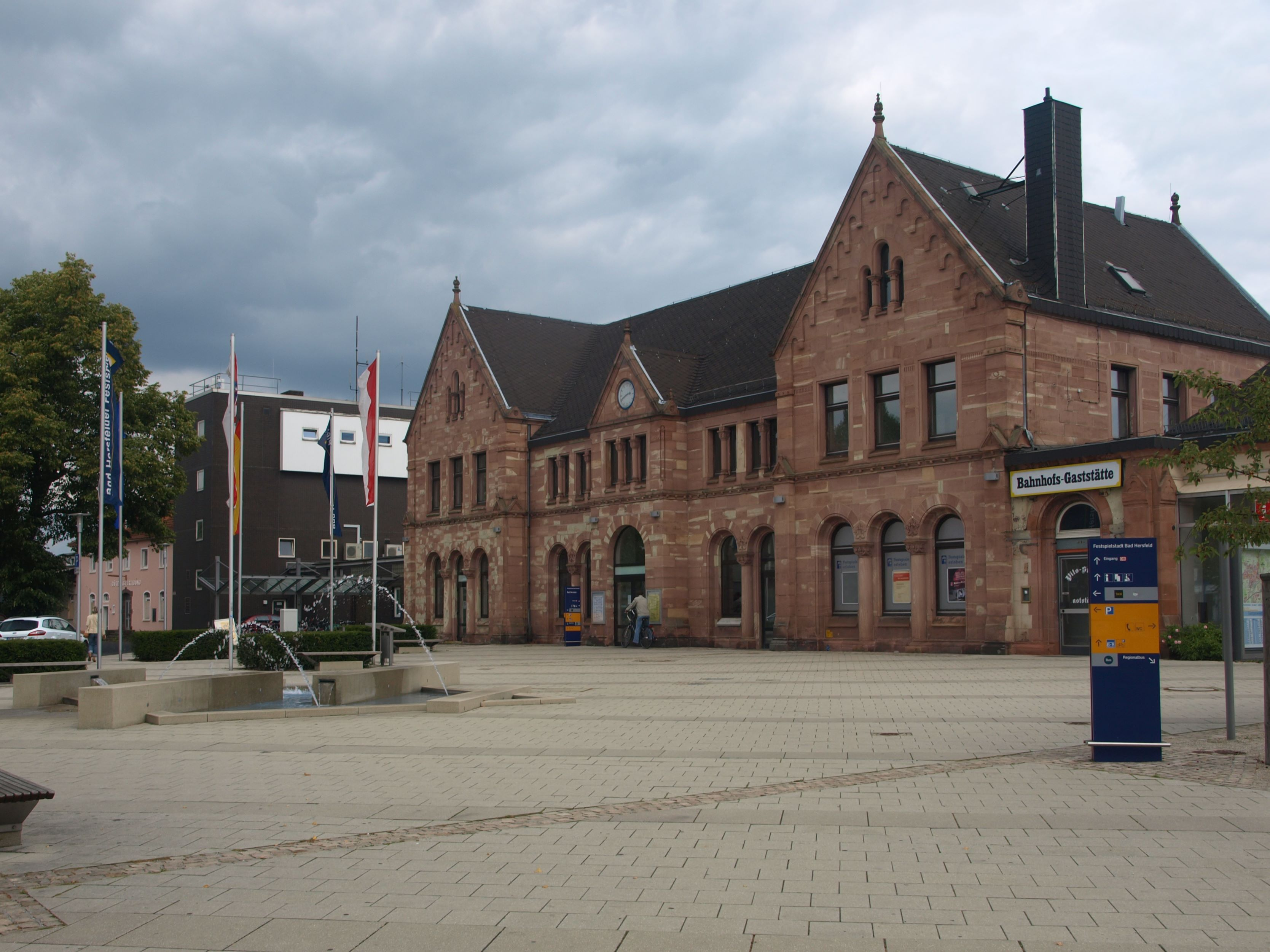
Stationsplein

Alheim ·
Bad Hersfeld ·
Bebra ·
Breitenbach a. Herzberg ·
Cornberg ·
Friedewald ·
Hauneck ·
Haunetal ·
Heringen (Werra) ·
Hohenroda ·
Kirchheim ·
Ludwigsau ·
Nentershausen ·
Neuenstein ·
Niederaula ·
Philippsthal (Werra) ·
Ronshausen ·
Rotenburg an der Fulda ·
Schenklengsfeld ·
Wildeck